# 水手服與機關槍
《水手服與機關槍》是日本作家赤川次郎的一部長篇小說，在1978年首次出版。小說還發行了續集《畢業 - 水手服與機關槍・從今以後》（卒業－セーラー服と機関銃・その後）。

## 情節概要
「星泉」原本是一個普通的女高中生，但某一天父親發生事故死亡，而星泉因為是黑道組織「目高組」組長的遠親，而被要求擔任組織的第四代組長。

## 衍生作品
該小說在1981年改編為同名電影，由藥師丸博子主演、相米慎二執導、角川映畫製作，以少女和大人之間的角色變換為主，以及原作中誇張的故事劇情，在當時成為大受歡迎的另類青春電影；由藥師丸演唱的同名主題曲也成為流行一時的歌曲。1982年富士電視台推出電視劇版本，由原田知世主演。2006年TBS電視台推出重拍電視劇版本，由長澤雅美、堤真一主演。2016年，角川映畫推出由小說續集《畢業 - 水手服與機關槍・從今以後》改編的電影《水手服與機關槍 -畢業-》，由橋本環奈主演。

## 電影

### 1981年版
由赤川次郎同名小説所改編的「水手服與機關槍」電影，由藥師丸博子主演，並於1981年12月19日於日本上映。

#### 演員
- 星泉 - 藥師丸博子
- 佐久間真 - 渡瀬恒彦
- 三大寺マユミ - 風祭ゆき
- 目高組三人组・政 - 大門正明
- 目高組三人组・ヒコ - 林家しん平
- 目高組三人组・メイ - 酒井敏也
- 高校生三人组・智生 - 柳澤慎吾
- 高校生三人组・哲夫 - 岡竜也
- 高校生三人组・周平 - 光石研
- 黑木刑事 - 柄本明
- 松之木組組長・關根 - 佐藤允
- 浜口物産社長・浜口 - 北村和夫
- 萩原 - 寺田農
- 胖子・三大寺一 - 三國連太郎
- 星流志（目高組三代目組長） - 藤原釜足
- 尾田醫生 - 円広志
- 關根旭（關根組長的兒子） - 杉崎昭彦
- 火葬場員工 - 奥村公延
- 浜口物産接待員 - 栗田洋子
- 刑事 - 齊藤洋介
- 胖子的保鏢A - 石川慎太郎
- 胖子的保鏢B - 瀬田素

### 2016年版
為紀念角川映畫40周年，而以小說續集《畢業 - 水手服與機關槍・從今以後》改編的電影《水手服與機關槍 -畢業-》，於2016年3月5日公開。導演為前田弘二、劇本由高田亮寫作、主演為橋本環奈。而主題曲『水手服與機關槍』是橋本環奈首隻個人單曲。

#### 演員
- 星 泉 - 橋本環奈
- 月永 - 長谷川博己
- 安井 - 安藤政信
- 祐次 - 大野拓朗
- 晴雄 - 宇野祥平
- 真淵 - 古舘寛治
- くさかべ - 鶴見辰吾
- 星 嗣夫 - 榎木孝明
- 浜口 - 伊武雅刀
- 土井 - 武田鐵矢

#### 工作人員
- 導演 - 前田弘二
- 原作 - 赤川次郎『畢業 - 水手服與機關槍・從今以後』
- 編輯 - 高田亮
- 主題曲 - 橋本環奈「水手服與機關槍」
- 制作公司 -
- 製作 - 「水手服與機關槍」製作委員会（KADOKAWA、Sony Picture Entertainment Japan）
- 配給 - KADOKAWA

## 電視劇

### 2006年版
從2006年10月13日開始，由TBS電視台製作拍攝，在日本每週五晚間10點播出，一共有7集，主演為長澤正美。主題曲為長澤正美以星泉名義翻唱1981年電影版藥師丸博子所主唱的同名主題曲。該劇其後於2007年間先後在香港美亞電視劇台和台灣緯來日本台播出，其中台灣首播日期是當年6月25日。
長澤在劇中使用的槍枝是MP40短機關槍。在播出的同時，長澤主演的樂天（LOTTE）的糖果電視廣告，只限定在TBS系列電視台播出。此外，原本贊助星期五連續劇時段播出的豐田汽車（TOYOTA）也因為形象的關係取消了贊助。

### 與舊作相異處及特色
- 黑道組織「目高組」的成員數量，除了組長星泉之外，在原作、電影版，以及舊電視版中都是4個人。本作中則增加為5人。
- 原作中泉為目高組的四代目，本作中則為八代目。
- 泉居住的公寓房號為「8940」，在日文中的發音近似「藥師丸」，是向電影版致敬的設計。

### 人物
目高組
- 星泉 - 長澤雅美

本作的女主角，是一名女高中生。母親早逝，父親於第一集過世，為了找出殺害父親的兇手，因此答應繼承黑道組織「目高組」，成為八代目。雖然沒有什麼特別的專長，但實際上非常有責任感。讀書方面十分用功，聽到黑道用語也會記下筆記。有很深的近視，但眼鏡卻經常被弄壞，最後佩戴了隱形眼鏡。一看到血就會昏倒。
- 佐久間真 - 堤真一

目高組的少主(若頭)。原本有意繼承組織，但前組長辰夫在遺言中指明由星貴志作接班人，並且要求他絕對支持新的組長。個性溫和，很能通融，非常重視仁義。對七代目及目高組保持忠誠，曾於星泉拒絕繼承時，打算切腹以報，卻為星泉無意撞見，成為星泉接任組長的誘因之一。
- 酒井金造 - 山本龍二

目高組的老二，擔任目高組的輔佐工作，身材很瘦，元刑警。在東京淺草被稱為（佛面金）。
- 西野武 - 田口浩正

目高組的老三。原本是電腦工程師，對於電腦的使用十分拿手。利用網路進行股票交易，支撐著目高組的財務。是一個容易流汗的胖子，而且很膽小。擅長照顧他人。
- 剛田英樹 - 福井博章

目高組的組員。之前曾是暴走族的頭目。個性易怒，對於身為女高中生的泉擔任組長感到不悅，但後來因為星泉的的決心而改觀，並因泉對組內各人如家人一般關愛，終願對她效忠。
- 酒井健次 - 中尾明慶

目高組的組員。金造的外甥。在高中時常被欺負，自己要求加入組織。
- 目高辰雄 - 桂小金治

是小型的俠義集團目高組的七代目。因為肺炎在70歲時過世。原本指定外甥星貴志成為組織的接班人，但巧合的是，兩人竟在同一天死亡。
其他
- 星貴志 - 橋爪淳

泉的父親。自從妻子死後，和女兒星泉兩人相依為命。在第一集的開頭就發生車禍死亡，但之後被認為似乎是因為大量海洛因引起的謀殺事件。
- 真由美 - 小泉今日子

在星貴志葬禮上現身的神祕女子。自稱是貴志的戀人，和議員三大寺是父女關係。
- 黑木幸平 - 小市慢太郎

日本警視廳的刑警、也是組織犯罪應對部門的候補警部。與稻葉是調查上的搭檔。
- 稻葉通男 - 井澤健

有日本東北口音的刑警，是黑木的部下，後來因為聽說到目高組消息，而被黑木所殺。
- 濱口昇 - 本田博太郎

與目高組敵對的大型黑道組織組長。表面上則是一家企業的社長。
- 森蘭丸 - 森廉

濱口的親信。刀子的使用非常熟練，能夠削出令人驚訝的蘋果皮。
- 岩倉智男 - 岡山一
- 金田麗華 - 森本夕子
- 常盤和子 - 井端珠里
- 小林朱美 - 谷亞里開
- 一樓住戶 - 杉浦双亮
- 柴田光明 - 中野英雄
- 三大寺一 - 緒形拳（特別演出）

現任國會議員。與星貴志之死有關，正在找尋貴志留下來的海洛因。

### 各集資訊
|        | 播出日     | 標題                                     | 關東地區收視率 |
| ------ | ---------- | ---------------------------------------- | -------------- |
| 第1話  | 2006/10/13 | 女高中生組長誕生！                       | 17.3%          |
| 第2話  | 2006/10/20 | 女高中生組長的第一件工作是淚水的大亂鬥！ | 14.2%          |
| 第3話  | 2006/10/27 | 是那麼喜歡的人喔                         | 9.6%           |
| 第4話  | 2006/11/03 | 愛的組員的死                             | 16%            |
| 第5話  | 2006/11/10 | 愛的組員與永遠                           | 10.8%          |
| 第6話  | 2006/11/17 | 目高組的解散！                           | 12%            |
| 最終話 | 2006/11/24 | 淚水的機關槍發射～再見吧女高中生組長     | 13%            |

- 平均收視率 13.3%（由Video Research公司調查）
- 播出時間以日本地區首播日期為主。

## 外部連結
- セーラー服と機関銃 （页面存档备份，存于） - 角川文庫
- 卒業 セーラー服と機関銃・その後 （页面存档备份，存于） - カドカワノベルズ
- セーラー服と機関銃3 疾走 （页面存档备份，存于） - 角川文庫

電影（2016年版）
- セーラー服と機関銃 -卒業- （页面存档备份，存于） - 公式サイト
- セーラー服と機関銃 -卒業- ブルーレイ&DVD情報 （页面存档备份，存于） - ソニー・ピクチャーズ エンタテインメント

電視劇（2006年）
- セーラー服と機関銃 - TBS - 2006年12月14日時点のアーカイブ
- セーラー服と機関銃 - TBSチャンネル （页面存档备份，存于）
- セーラー服と機関銃 - TBSオンデマンド，存于

| TBS電視網 週五10時                 | TBS電視網 週五10時                          | TBS電視網 週五10時 |
| ---------------------------------- | ------------------------------------------- | ------------------ |
|                                    | 水手服與機關槍 （2006.10.13 - 2006.11.24）  |                    |
| 太陽之歌 （2006.7.14 - 2006.9.15） | 不想談可笑的戀愛 （2006.12.1 - 2006.12.15） |                    |

| 緯來日本台 一番偶像劇 週一至週五20:00 - 21:00 | 緯來日本台 一番偶像劇 週一至週五20:00 - 21:00 | 緯來日本台 一番偶像劇 週一至週五20:00 - 21:00 |
| --------------------------------------------- | --------------------------------------------- | --------------------------------------------- |
|                                               | 水手服與機關槍 （2007.6.25 - 2007.7.3）       |                                               |
| 美味求婚 （2007.6.11 - 2007.6.22）            | 流星花園重播 （2007.7.4 - 2007.7.16）         |                                               |